# Saint-Pouange
Saint-Pouange település Franciaországban, Aube megyében. Lakosainak száma 1000 fő (2022. január 1.). Saint-Pouange Bouilly, Laines-aux-Bois, Moussey, Roncenay, Saint-Germain, Saint-Léger-près-Troyes, Souligny és Villemereuil községekkel határos.

## Népesség
A település népessége az elmúlt években az alábbi módon változott:
| Lakosok száma | 207  | 589  | 778  | 870  | 893  | 905  | 914  | 953  | 972  | 1000 |
|               | 1968 | 1982 | 1990 | 2006 | 2013 | 2015 | 2017 | 2019 | 2020 | 2022 |